# Natividad Barroso
Natividad Barroso Garcia (Santa Cruz de Tenerife, ??? de 1937) é um pesquisadora de etnofolklore, escritora, ensaísta e poetisa venezuelana nativa das ilhas Canárias, Espanha, atualmente vivendo em Barquisimeto, estado de Lara, Venezuela. 

## Biografia
Licenciada em Literatura pela Universidade Central de Venezuela, com uma pós-graduação em Etnomusicologia e estudos de pós-graduação no Mestrado em Literatura Comparada. É co-fundadora da Associação de Escritores de Lara (ASEL) e professora universitária com uma ampla gama de interesses científicos e humanísticos que vão da literatura e da linguística à antropologia e etnologia. Em 1982 criou um programa chamado À hora da ressonância de animação para o tempo de leitura que foi projetado especificamente para desenvolver o interesse de leitura nos bairros socialmente deprimidos de Barquisimeto, capital do estado Lara teve notáveis realizações reconhecidas pela International Reading Association. Escreve artigos para diversas revistas como a Revista Nacional da Cultura e do jornal reconhecido do Barquisimeto Eu Impulso, tem sido uma oradora e organizadora de reuniões, conferências e debates relacionados às sua áreas de pesquisa acadêmica e defensora das artes e da cultura região venezuelana na sua aprovação, estado Lara, que lhe rendeu em abril de 1999, o Botão da Mérito "Ciudad de Barquisimeto" em sua classe só, um prêmio que reconhece a trajetória de indivíduos e instituições que fizeram contribuições notável para a cultura, social e esporte para a província da Venezuela. Em novembro de 2007 ele foi premiado com o Premio de Literatura de Lara Roberto Montesinos e nesse mesmo ano é nomeado pelo estado venezuelano de Lara honra Patrimônio Cultural do Estado, que poucas pessoas têm recebido em vida. 

## Obra literária
- Quatro ensaios literários de crepúsculos, 2004 (Caracas, Monte Ávila Editores, colecção formas de fogo).
- Prosa inconsciente (Asela, 2005).
- Eros e Sociedade (Ateneo da Cidade Barquisimeto, 2007).

## Assim antologías
- Amostra Lara poética (1987).
- Imaginando a distância. Lara poesia do século XX (2000).
- Imagem poética do Barquisimeto (2002).
- A Festa da Saragoza de Lara (2003).
- Floricanto: 58 larenses poetas (2006).
- Antologia de Poesia III Mérida (2008).
- Ou voz / Nossa Voz / Notre Vois do PEN Internacional (2005).
- Combinando as vozes do editorial Novel Arte, em Córdoba, Argentina.
- Novo vozes (2008, CELARG)
- Narradores à tarde (2008, Casa Nacional de las Letras Andrés Bello) de Caracas.
- Ela foi avaliada na terceira edição do dicionário Quem escreve na Venezuela. XVIII a XXI Caracas, Alfadil, 2006)